# Fons Van Der Velde
Fons Van Der Velde (Anversa, 22 gennaio 1870 – Leida, 5 novembre 1936) è stato un pittore belga.

## Biografia

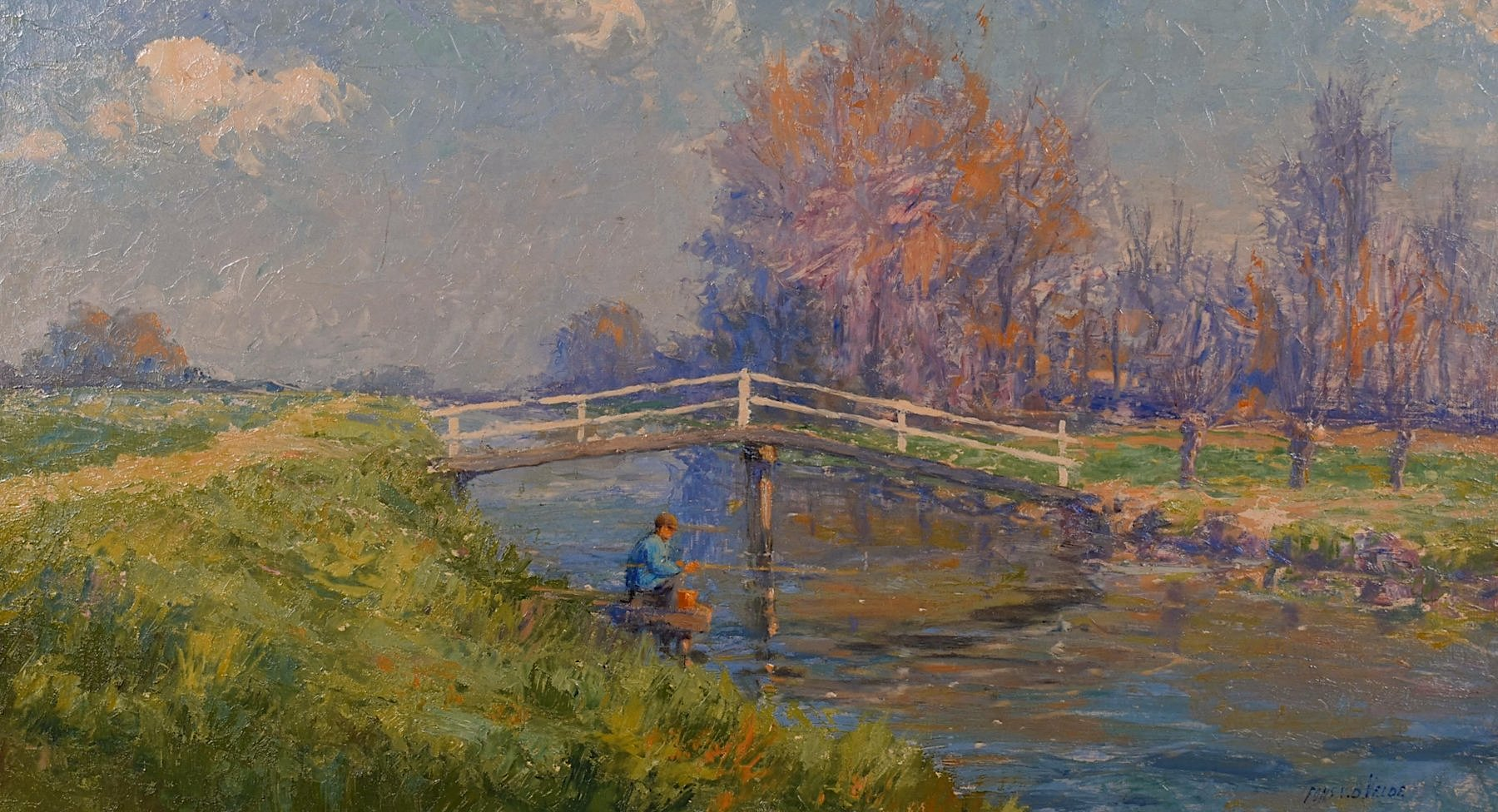
Fons Van Der Velde (Anversa 1870 - Leida 1936) Fisherman by the bridge, 1899 Olio su tavola, cm. 52x92

Artista fiammingo Adrien Alphonse (Fons) van der Velde, all'inizio della prima guerra mondiale fu uno dei tanti profughi sfollati che cercarono rifugio dal Belgio ai Paesi Bassi neutrali nello scacchiere delle belligeranze e delle alleanze.
Si trasferì a Leida e vi restò per il resto della sua vita.
Il museo di Leida, il Museum De Lakenhal, alla sua morte lo onorò con una mostra personale. Il quotidiano della città – scrivendo di questa mostra – lo dipinse come un solitario, che lavorava instancabilmente, ma schivo e difficilmente adattabile al processo di promozione del proprio lavoro artistico, malgrado l’arte vivesse e gioisse dentro di lui. E con quest'ultima frase il giornale si riferiva a tutta quella luce e quel colore presenti nel suo lavoro.
Il Rijksmuseum ha acquistato tre acqueforti nel 2002, tra cui una raffigurante una calca di persone in fuga dal Belgio nel 1914, tra le quali camminava anche lui stesso.

## Fons Van Der Velde nei musei
- Rijksmuseum di Amsterdam